# دانشگاه تیفین
دانشگاه تیفین یک دانشگاه خصوصی در تیفین، اوهایو است. این دانشگاه در سال ۱۸۸۸ تأسیس شد و توسط کمیسیون آموزش عالی معتبر شناخته شده‌است. این دانشگاه رشته‌های کارشناسی و کارشناسی ارشد را در پردیس اصلی در تیفین، اوهایو ارائه می‌دهد. رشته کارشناسی ارشد مدیریت بازرگانی توسط شورای اعتباربخشی برای مدارس و برنامه‌های بازرگانی، شورای اروپا برای آموزش کسب و کار و مشارکت آموزشی توسط شورای ملی اعتباربخشی آموزش معلمان تأیید شده‌است.